# Lindera chienii
Espèce
Classification phylogénétique
Lindera chienii est une espèce de plantes à fleurs de la famille des Lauracées. C'est un arbuste à feuilles caduques originaire de Chine.
Son nom chinois est 江浙山胡椒.

## Description
C'est un arbuste à feuilles caduques, pouvant atteindre 5 m de haut, aux feuilles alternes, lancéolées, acuminées, de 5 à 14 cm de long et 1,5 à 4 cm de large. Les inflorescences sont des ombelles axillaires de quatre à douze fleurs jaune-vert. Les fleurs mâles sont formées de tépales elliptiques de 3,5 à 4 mm sur 1 à 1,5 mm, alors que les tépales des fleurs femelles ne mesurent que 1,5 à 1,8 mm sur 0,5 à 1 mm.
Le fruit est rouge et d'environ 1 cm de diamètre à maturité.

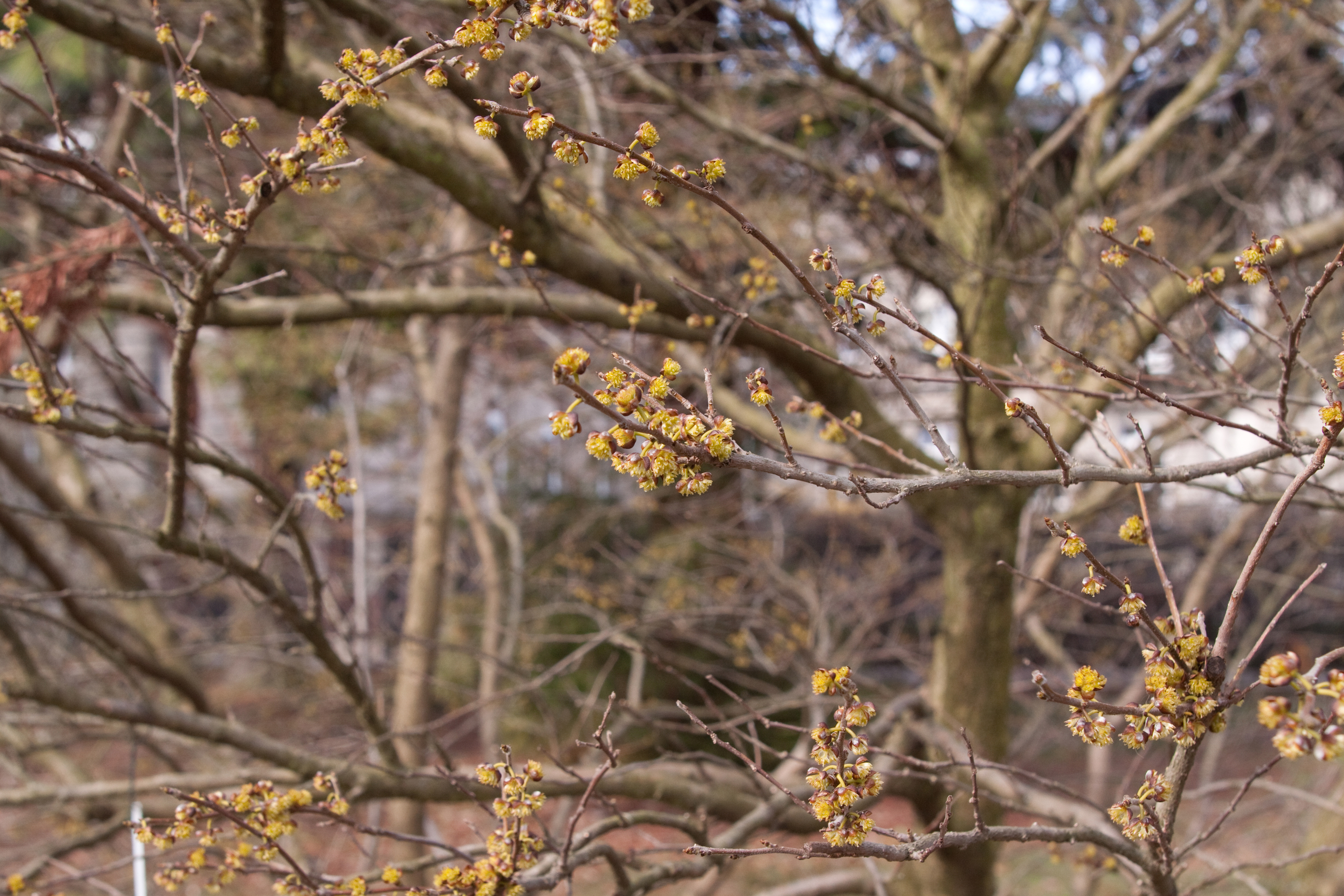
Branches en fleur.
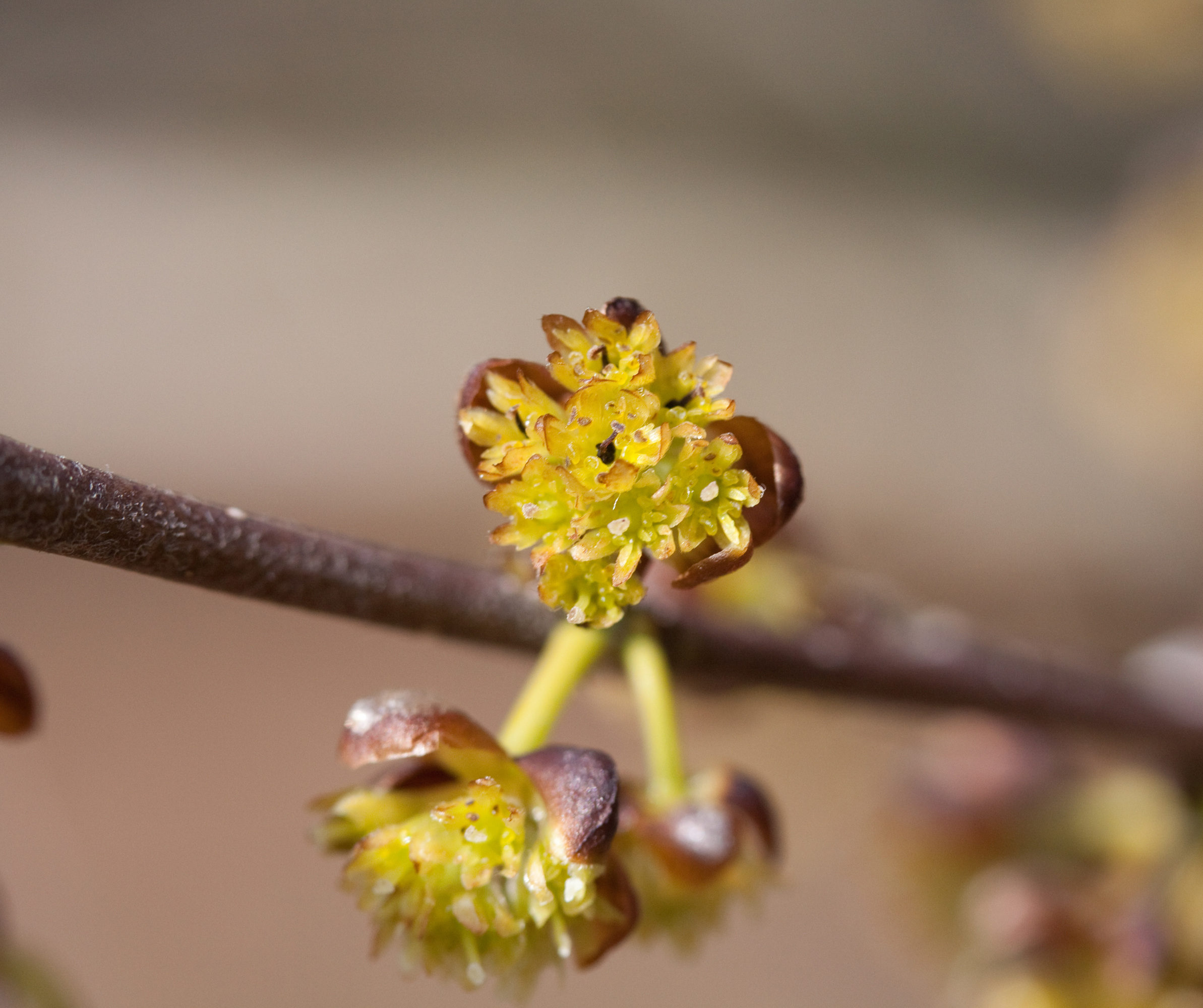
Fleurs.
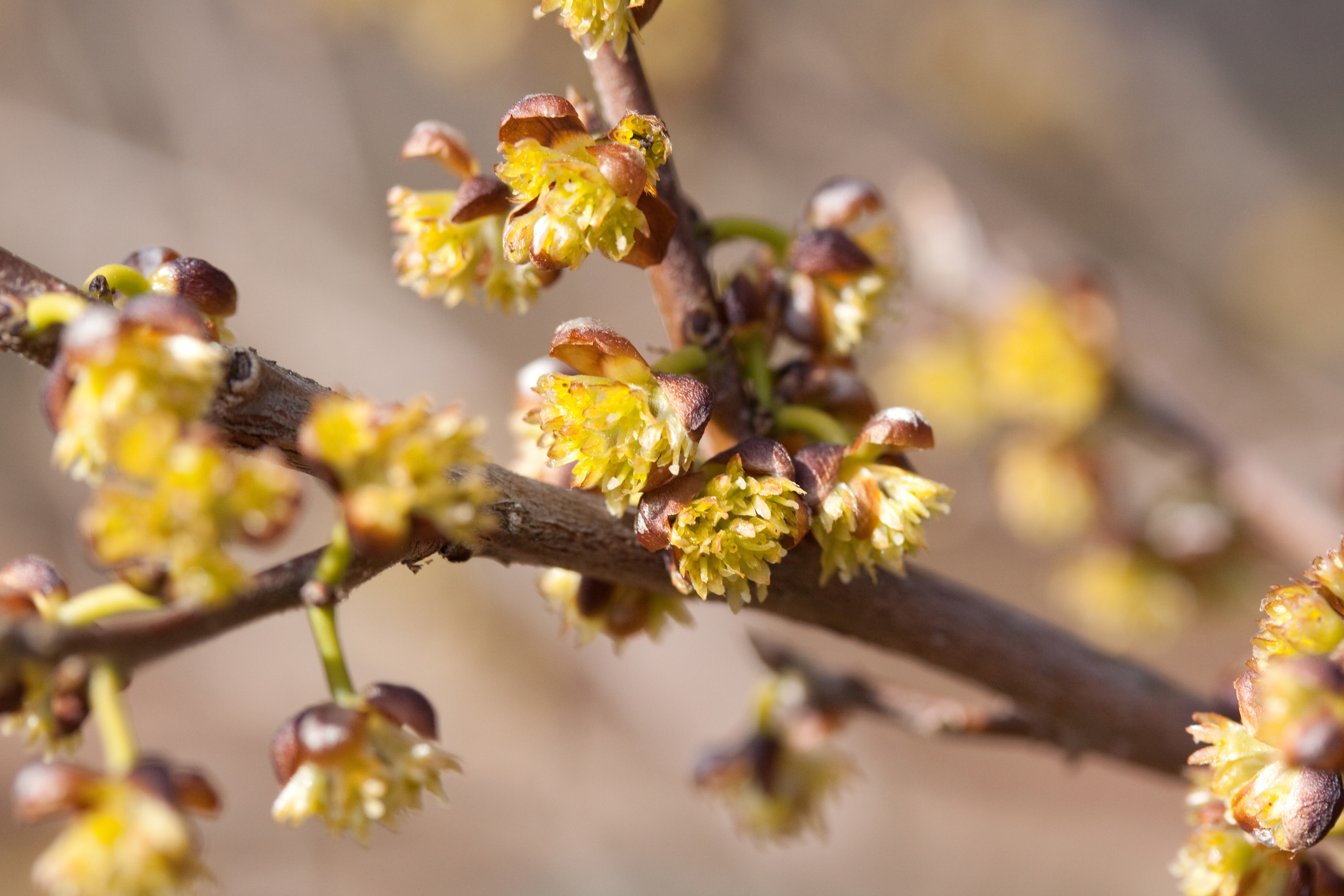
Fleurs.
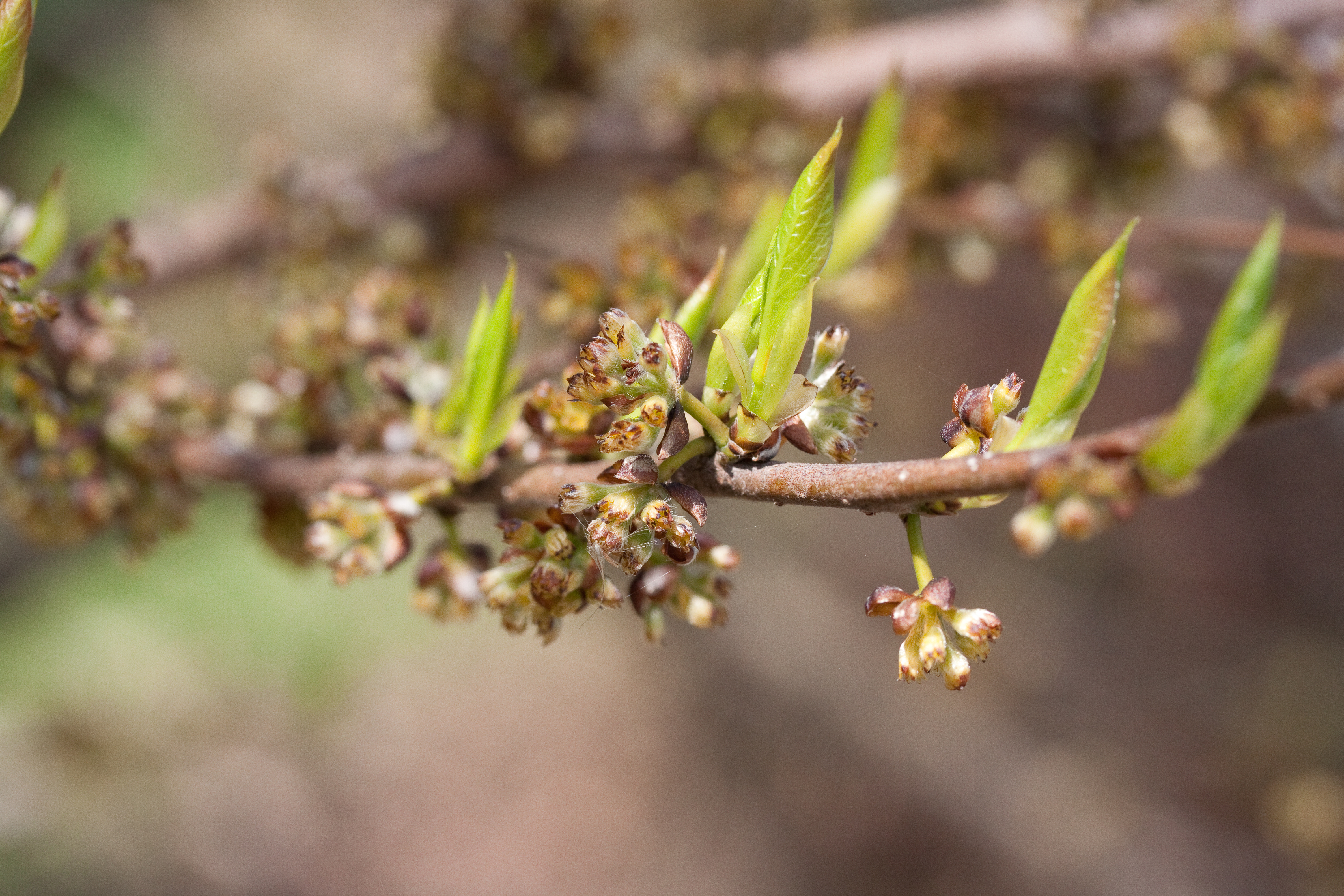
Fleurs et bourgeons.
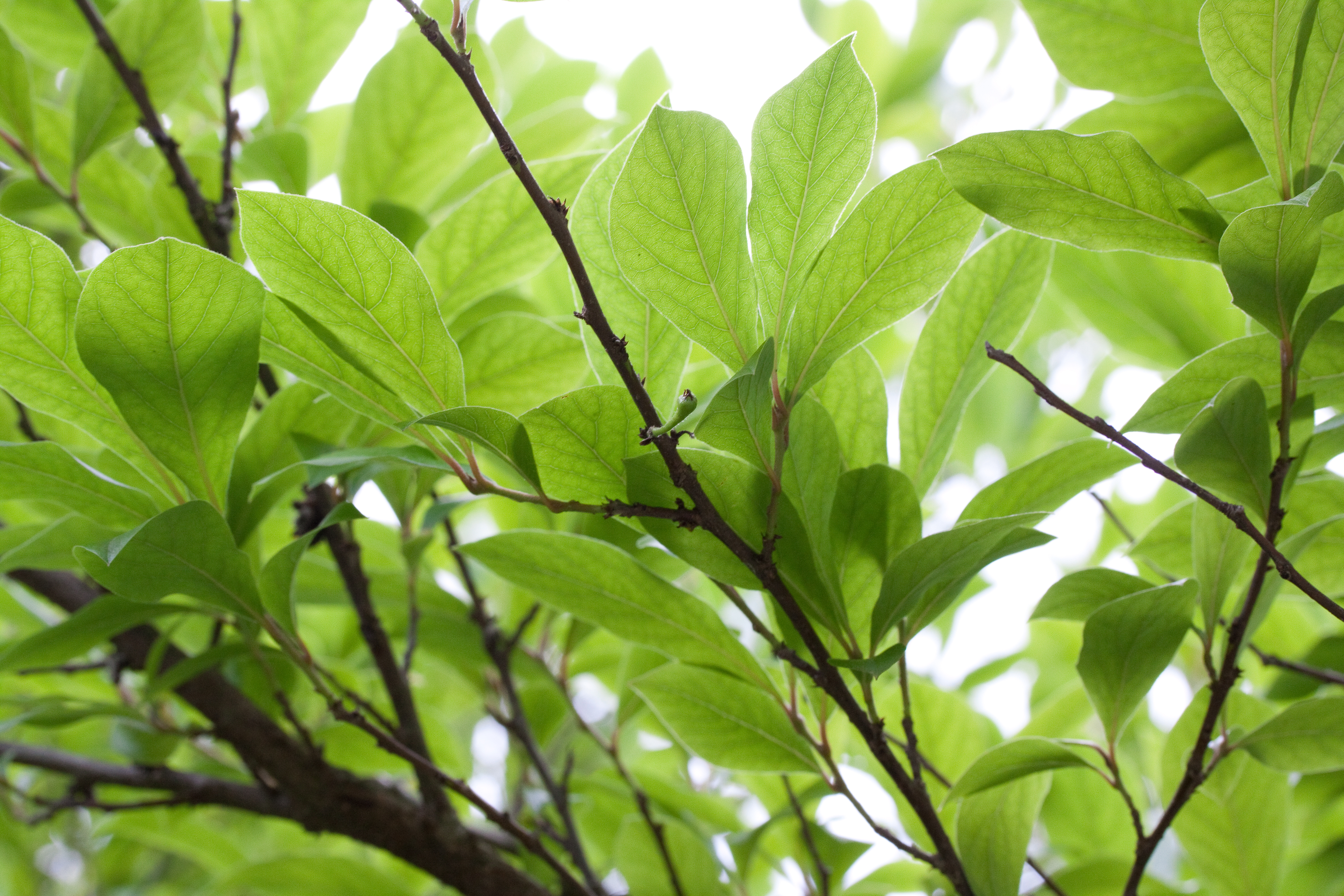
Feuillage et jeune fruit.

## Origine
Cette plante est originaire de Chine : Anhui, Henan, Jiangsu, Zhejiang.